# Fabrice Göldi
Fabrice Göldi (* 12. August 1995 in Waldstatt) ist ein Schweizer Unihockeyspieler. Seit der Saison April 2015 steht Göldi als Stürmer bei GC Unihockey unter Vertrag.

## Karriere
Göldi spielte seine Juniorenzeit beim UHC Neckertal und dem UHC Waldkirch-St. Gallen. Während der Saison 2012/13 wurde er vom damaligen Trainer Mohr für erste Einsätze in die erste Mannschaft berufen. Zur Saison 2013/14 wurde er anschliessend in den erweiterten Kader und wenig später fix in die erste Mannschaft aufgenommen. In seiner ersten Saison steuerte er sechs Tore und vier Vorlagen bei. In der Folgesaison konnte er seine Ausbeute verdreifachen. Schlussendlich resultierten 18 Tore und neun Torvorlagen, was ihm zum Topscorer der Ostschweizer machte.
Nach der erfolgreichen Saison 2014/15 wechselte der damals 20-Jährige Offensivspieler zu GC Unihockey. Der Vertrag wurde auf eine Laufzeit auf ein Jahr mit Option auf Verlängerung abgeschlossen. Diese Option wurde am Ende der Saison von GC Unihockey gezogen. Mit den Grasshoppers wurde Göldi in seiner ersten Saison Schweizermeister und ein Jahr später Cupsieger.
Am 26. Mai 2017 gab der Verein die Vertragsverlängerung mit dem Stürmer bekannt.

## Erfolge
- Schweizer Meister: 2016
- Schweizer Cup: 2017